# Champerico
Champerico ist eine Kleinstadt an der Pazifikküste Guatemalas. Sie ist Verwaltungssitz der gleichnamigen Großgemeinde (Municipio) im Departamento Retalhuleu. In dem 416 km² großen Municipio leben etwa 35.000 Menschen.

## Lage und Klima
Die Kleinstadt liegt etwa 225 km südwestlich von Guatemala-Stadt und 38 km südwestlich von Retalhuleu an der Pazifikküste, etwa 40 km südöstlich der mexikanischen Grenze. Champerico ist über eine Nationalstraße mit Retalhuleu und mit der etwas nördlich davon (bei El Zarco) vorlaufenden Pazifikfernstraße CA 2 verbunden. Das Klima ist tropisch heiß, die Regenzeit dauert von Mai bis Oktober.

## Wirtschaft und Tourismus
Champerico war lange Zeit ein wichtiger Hafen für den Export von Kaffee. Der Ort verfügte auch über einen Eisenbahnanschluss. Der einst drittwichtigste Hafen Guatemalas ist heute in die Bedeutungslosigkeit abgesunken und dient nur noch der Fischerei. Es gibt jedoch seit einiger Zeit Pläne, hier ein Terminal für Kreuzfahrtschiffe zu bauen.
Champerico und seine langen, dunkelsandigen Strände sind ein Ausflugsziel der Bevölkerung aus der Umgebung. Der internationale Tourismus spielt nur eine untergeordnete Rolle. Von Bedeutung sind die öffentlichen Feierlichkeiten in der Karwoche (Semana Santa) und an Weihnachten.

## Geschichte
In der Gegend von Champerico war seit Anfang des 18. Jahrhunderts die Holz verarbeitende Unternehmung Champer & Co. tätig, weswegen man annimmt, dass der Name der heutigen Stadt von dieser Firma stammt. 1871 erklärte die Regierung Guatemalas den Ort zum „Nationalen Hafen“ (Puerto Nacional), der bis 1982 als Handelshafen in Betrieb war. 1982 richtete ein Sturm schwere Schäden an. Von den früheren Hafenanlagen ist nichts mehr vorhanden.